# 1260 (компьютерный вирус)
1260 (также известен как Camouflage, Chameleon, Stealth, Variable, V2P1 и V2PX) — старый полиморфный компьютерный вирус. Работает на MS-DOS и системах Windows. Был написан в 1989 году Марком Уошберном чтобы показать беспомощность сканеров того времени против подобных вирусов. Основан на коде другого вируса Vienna, оба вируса работают схожим образом.

## Принцип работы вируса
1260 шифрует файлы расширения .COM, при этом размер зашифрованных файлов увеличивается на 1260 байт. Вирус старается использовать разные ключи шифрования для каждого файла. При запуске заражённой программы вирус помещает в её начало трёхбайтовый JMP-файл и ищет в директории другую программу для заражения. После этого 1260 передаёт контроль своей основной программе, но не остаётся в памяти.
Вирус хранится на компьютере в зашифрованном виде. Подобным методом шифровки, как и у 1260, пользовался вирус Cascade. Так как вирус не остаётся в памяти, на то время никакая утилита сканирования памяти не могла обнаружить его зашифрованную форму.